# Mariposa-lazúli
A Mariposa-lazúli (Passerina amoena) é uma ave canora norte-americana cujo nome vem da pedra preciosa lápis-lazúli.

## Descrição

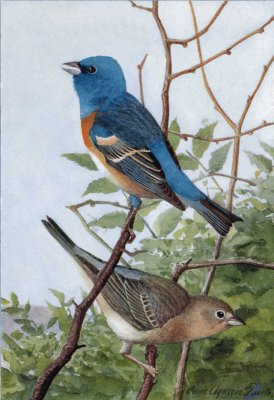
Figura superior, macho; inferior, fêmea

### Medidas:[2]
- Comprimento:13-15cm
- Peso: 13-18g
- Envergadura: 22 cm

O macho é facilmente reconhecido por sua cabeça e dorso azuis brilhantes, suas asas brancas conspícuas e seu peito enferrujado claro e barriga branca. O padrão de cores pode parecer com o do Pássaro Azul Oriental, mas o tamanho menor (13 – 15cm), barras alas e bico de bandeira curto e cônico rapidamente o distinguem. A fêmea é marrom, mais acinzentada na parte superior e mais quente na parte inferior, diferenciada da bandeirola índigo feminina por duas barras finas e pálidas nas asas e outros detalhes da plumagem.

## Canto
O canto é um gorjeio alto, rápido e estridente, semelhante ao da bandeirola índigo, mas mais longo e com menos repetição.

## Distribuição e habitat

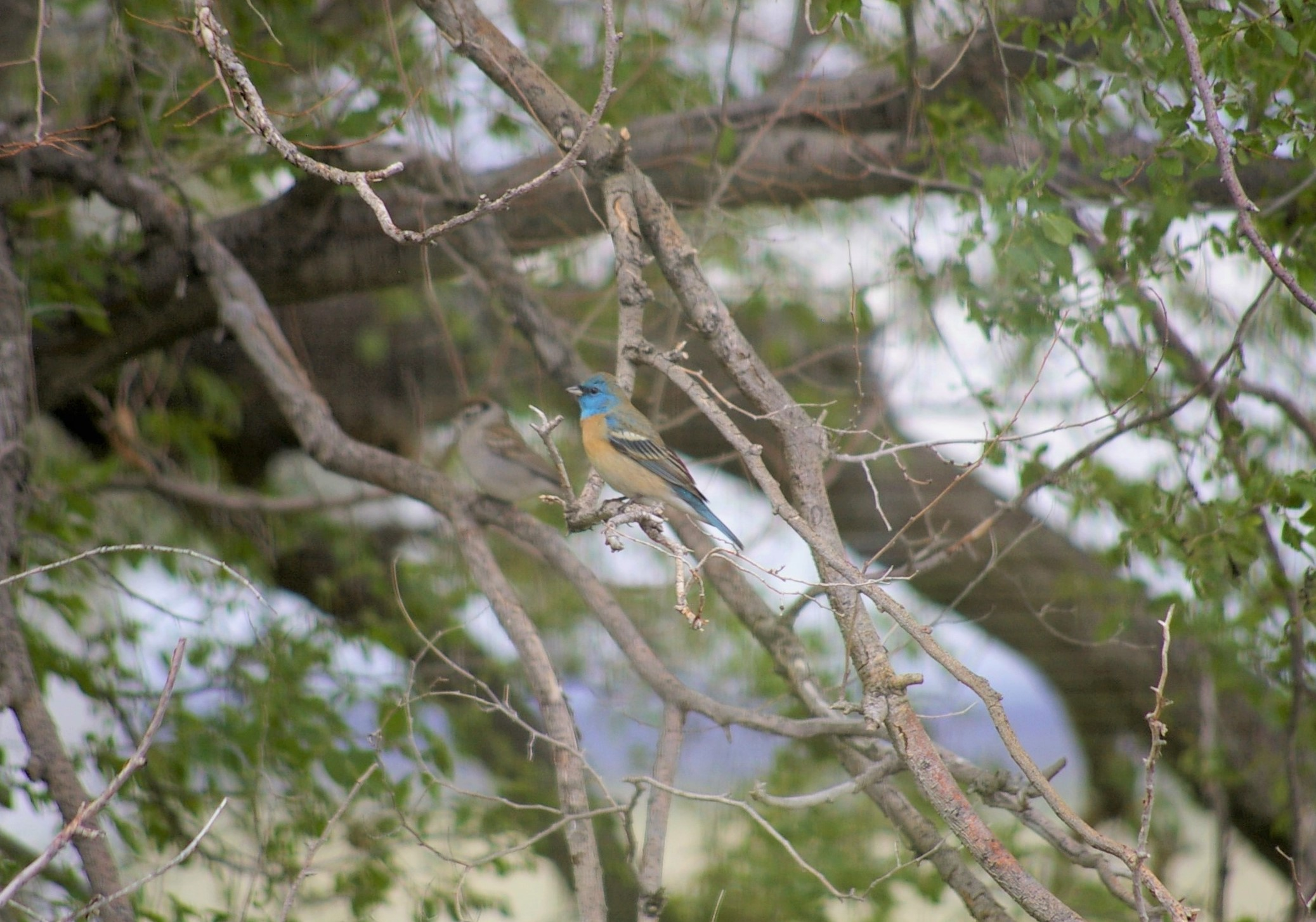
Macho livre na natureza

Se reproduzem principalmente a oeste do Meridiano 100 W do sul do Canadá ao norte do Texas, centro do Novo México e Arizona e sul da Califórnia. Na costa do Pacífico, sua área de reprodução se estende do sul ao extremo noroeste Baixa Califórnia. Eles migram para o sudeste do Arizona e México. Seu habitat são áreas com arbustos e, às vezes, pastagens com ervas daninhas, geralmente bem irrigadas e, às vezes, em cidades.

## Dieta
Eles comem principalmente sementes e insetos . Eles podem se alimentar visivelmente no chão ou em arbustos, mas os
machos cantores costumam ser muito esquivos nas copas das árvores.

## Reprodução
Fazem um ninho solto de gramíneas e radículas colocadas em um arbusto. Colocam de três a quatro ovos azuis-claros.